# Мехтиев, Закир Таир оглы
Закир Таир оглы Мехтиев (азерб. Zakir Tahir oğlu Mehdiyev; 4 октября 1948, Гянджа) — азербайджанский и советский скульптор, художник и педагог. Заслуженный художник Азербайджана (2021).

## Биография
Закир Мехтиев родился 4 октября 1948 года в городе Гянджа. После окончания средней школы в 1965 году поступил в Азербайджанское художественное училище имени Азима Азимзаде, где учился у Гафар Сейфуллаева и Хафиза Мамедова.
В 1969 году окончил отдел живописи училища. В 1970—1972 годах работал в художественном фонде Азербайджана. В 1972 году поступил в Московский государственный академический художественный институт имени В.И. Сурикова. Дипломной работой Мехтиева была композиция «Мать», «Поэтесса-Мехсети» (руководитель — Михаил Бабурин).
С 1976 году получил премию Ленинского комсомола, за работу «Сталевар». В 1977 году получил премию «Лучшая работа года». Окончив факультет скульптуры данного института в 1978 году, Мехтиев вернулся в Баку.
С 1978 года Закир Мехтиев принимал участие на различных республиканских, всесоюзных и международных выставках. Помимо этого Мехтиев занимался и преподавательской деятельностью 1981—1984 годах был аспирантом творческих мастерских СССР под руководством Омара Эльдарова.
В 1983 году во время творческой поездки в Германию, на всесоюзной выставке творческих аспирантов, работа Мехтиева была приобретена музеем в Берлине. В 1987 году получил диплом на Бьеналле. Работы Мехтиева («Материнство», 1983) представлены в таких сборниках как «Современная советская скульптура».(Издательство Советский художник).
В период с 1983 по 2000 год он преподавал скульптуру в Азербайджанском государственном педагогическом университете.
В 1999 году получил первое место среди скульпторов в Азербайджане, на конкурсе посвященному олимпиаде 2000 организованным Олимпийским комитетом Азербайджана — Сидней. В 2000 году занял четвертое место в мире, на конкурсе скульптур посвященному Олимпиаде 2000 года. С 2000 по 2016 годы преподавал скульптуру, был доцентом и заведующим кафедрой в университете имени Мустафы Кемаля Ататюрка в Турции. В городе Антакья создал памятник Ататюрку. Является автором рельефа посвященного Ататюрку. В Турции создал скульптурный комплекс, аллею бюстов великих ученых истории, под названием «Bilim yolu öncüleri».
Работы Мехтиева приобретены в коллекции Третьяковской галереи, Министерства культуры и туризма Азербайджана, Музея современного искусства (Баку), галереи «Humay» (Лондон), музеев в Финляндии, Венгрии, Германии, Японии, Швейцарии, галереи «Krishna Sanat Merkezi» (Анкара), Бакинского Центра искусств «Yeni Gallery».
В мае 2017 года работы Мехтиева были выставлены в смешанной экспозиции выставки «IRS» («Наследие»), проведённой Министерством туризма, Азербайджанской государственной галереей искусств и Музейным центром.
За годы своей творческой деятельности Закир Мехтиев создал памятники Муджиреддину Бейлагани в городе Бейлагане, Шаху Исмаилу Хатаи и Гаджи Зейналабдину Тагиеву в Баку, Исмаил-беку Куткашенскому в Габале, Ататюрку в Антакья, а также мемориальные доски и бюсты в Азербайджане и Турции.

Работы Мехтиева
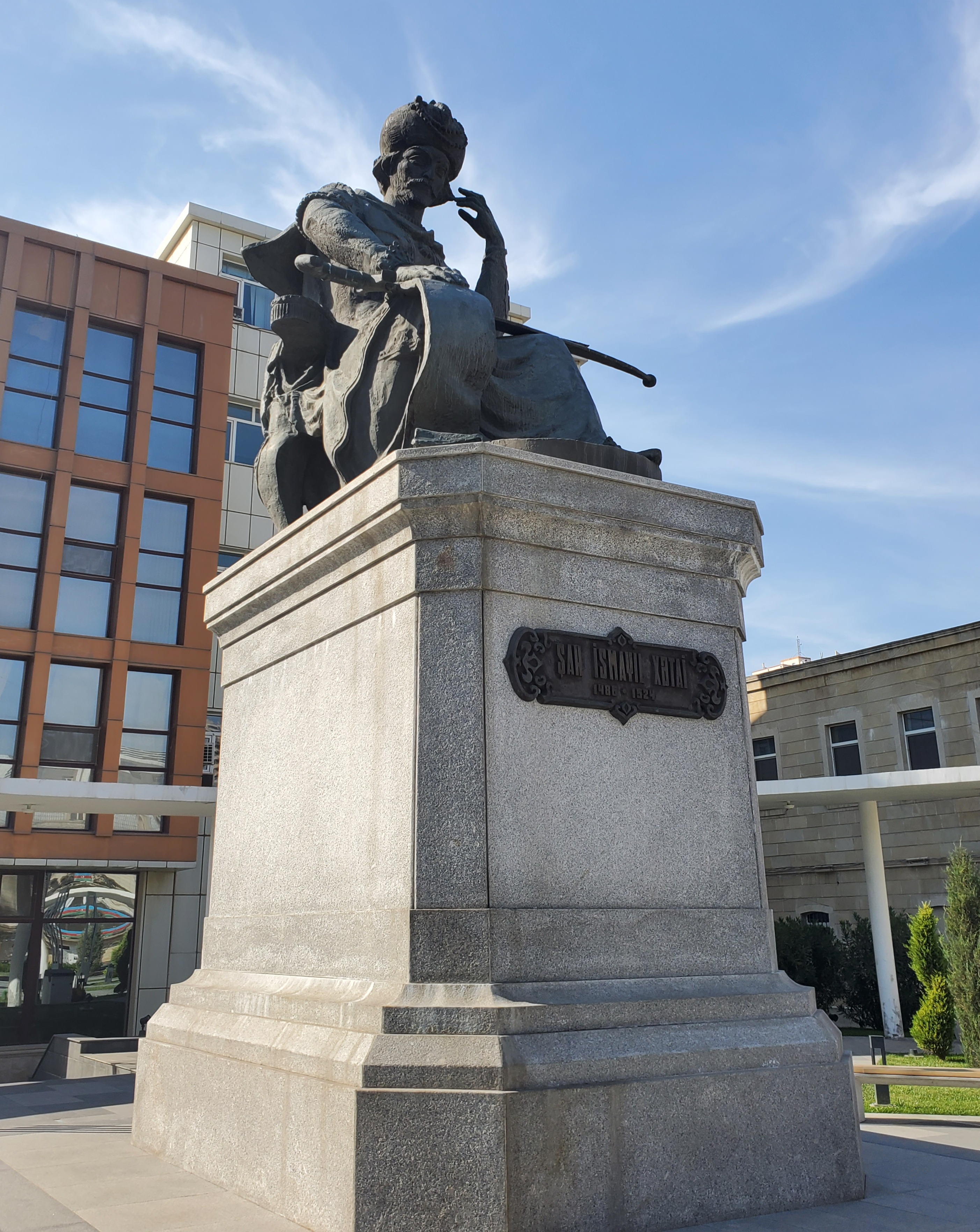
Памятник Шаху Исмаилу Хатаи в Баку (совместно с И. Зейналовым)
Памятник Муджиреддину Бейлагани в Бейлагане (совместно с И. Зейналовым)[13]
Памятник Исмаил-беку Куткашенскому в Габале (совместно с И. Зейналовым)
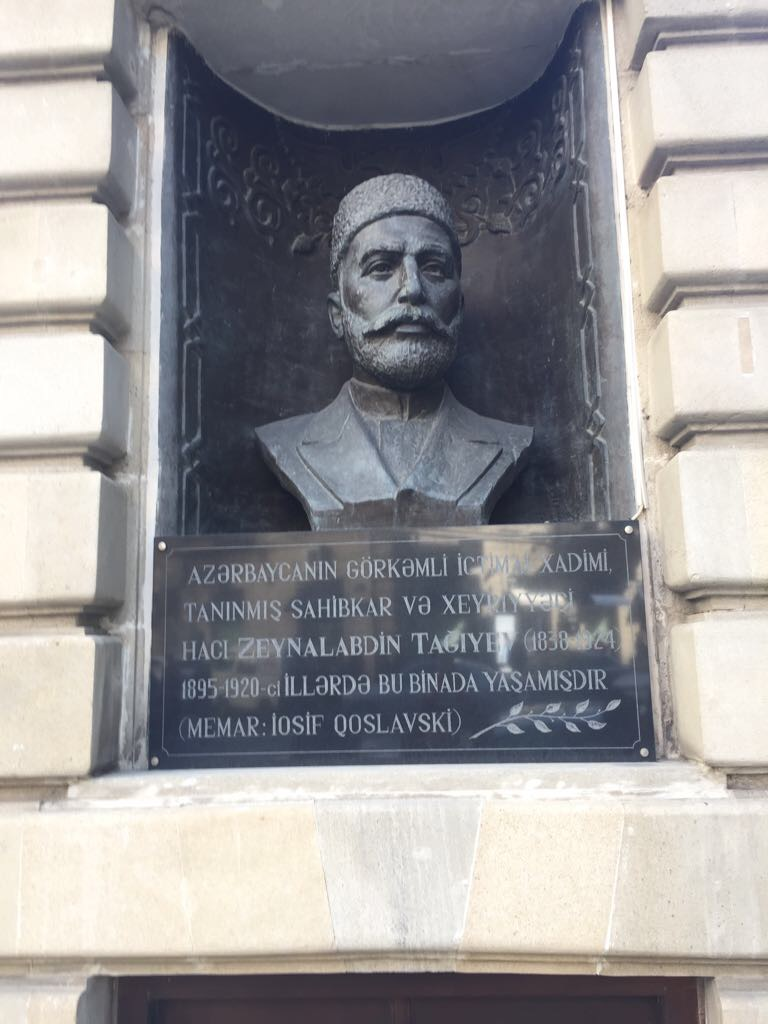
Бюст Г.З. Тагиеву в Баку (совместно с И. Зейналовым)
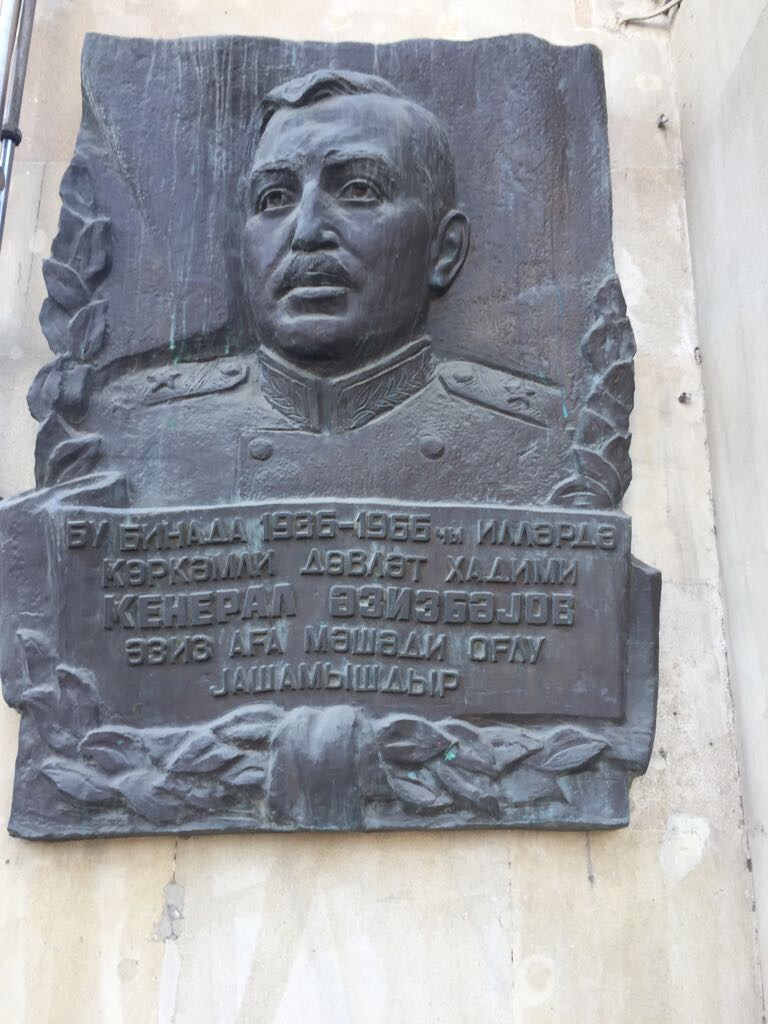
Мемориальная доска Азизага Азизбекову в Баку (совместно с И. Зейналовым)
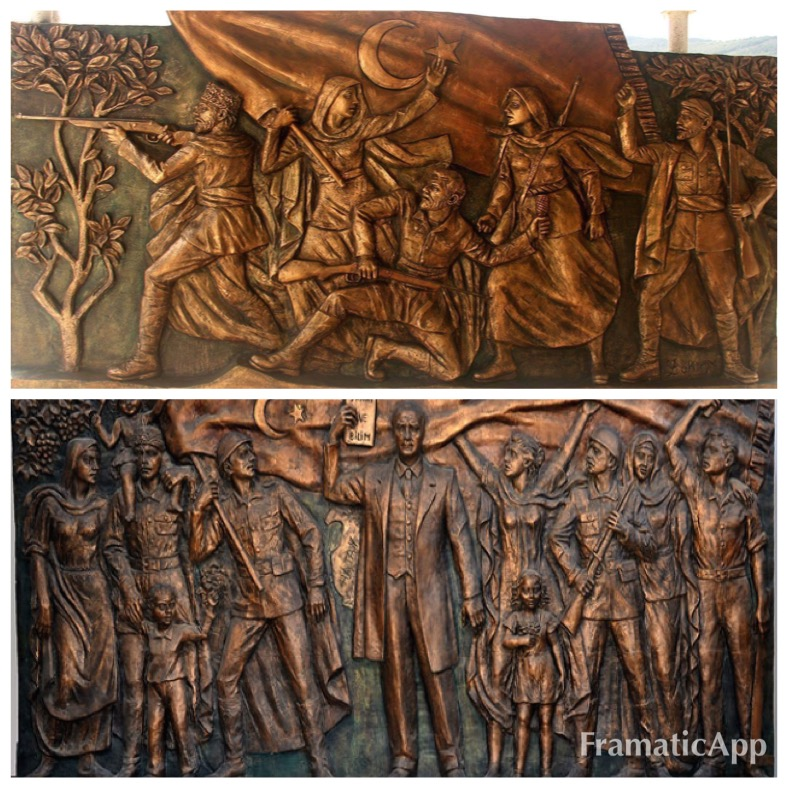
Мотив рельефа Ататюрку в Искендеруне
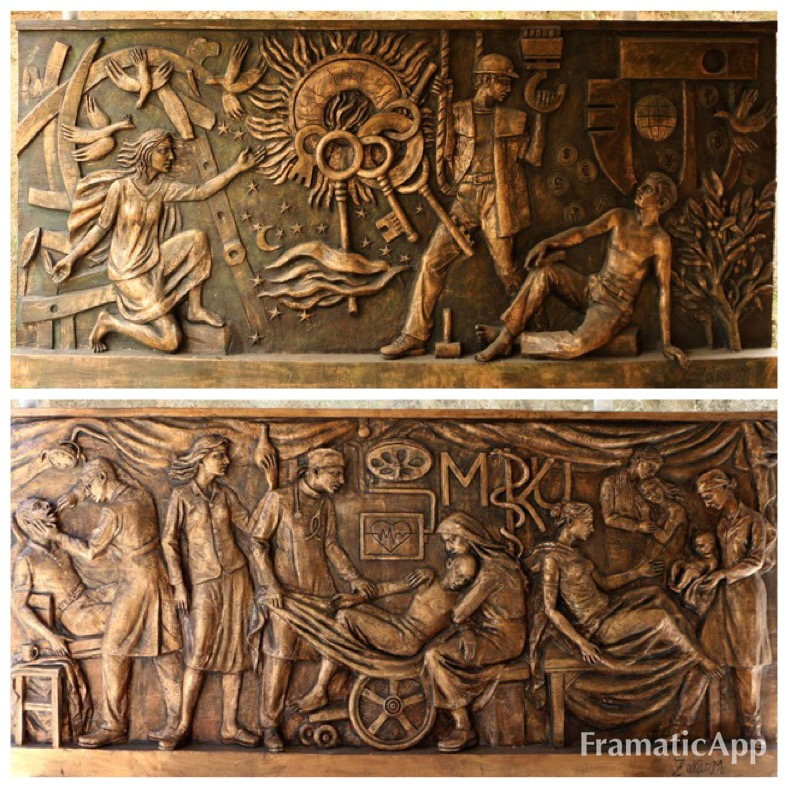
Мотив рельефа в Турции
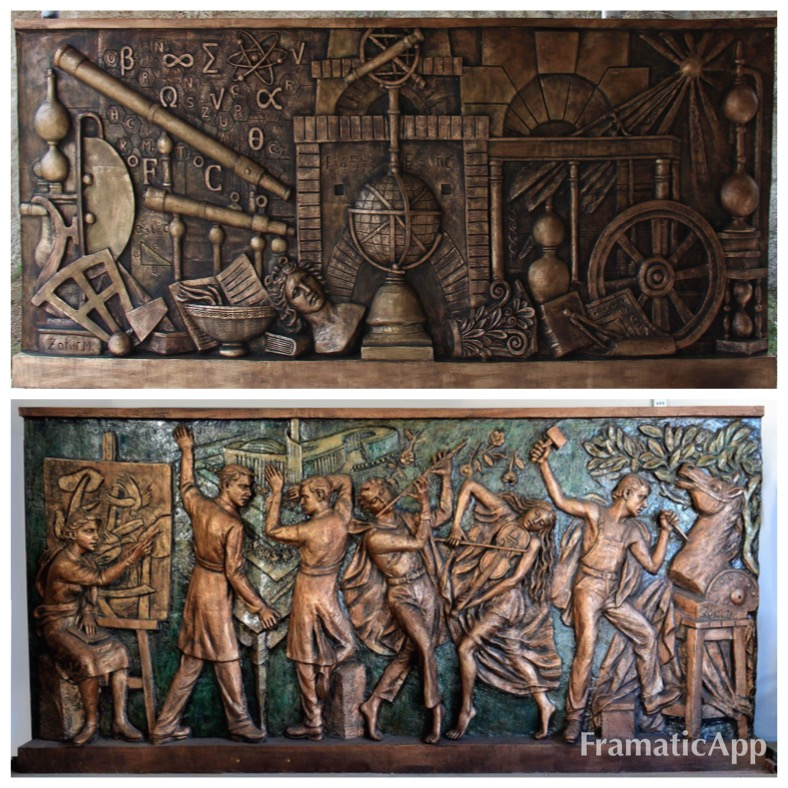
Мотив рельефа в Турции
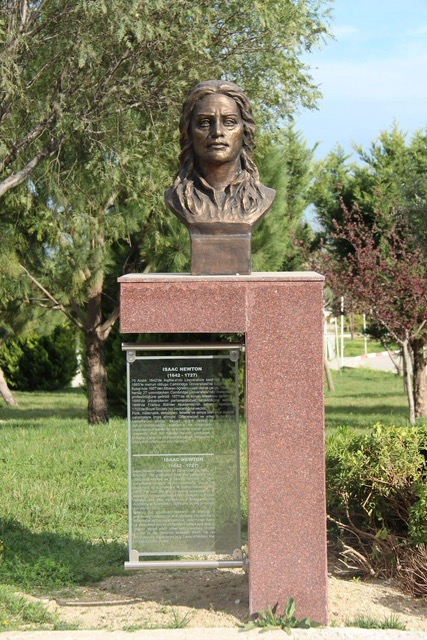
Бюст Исааку Ньютону в Турции
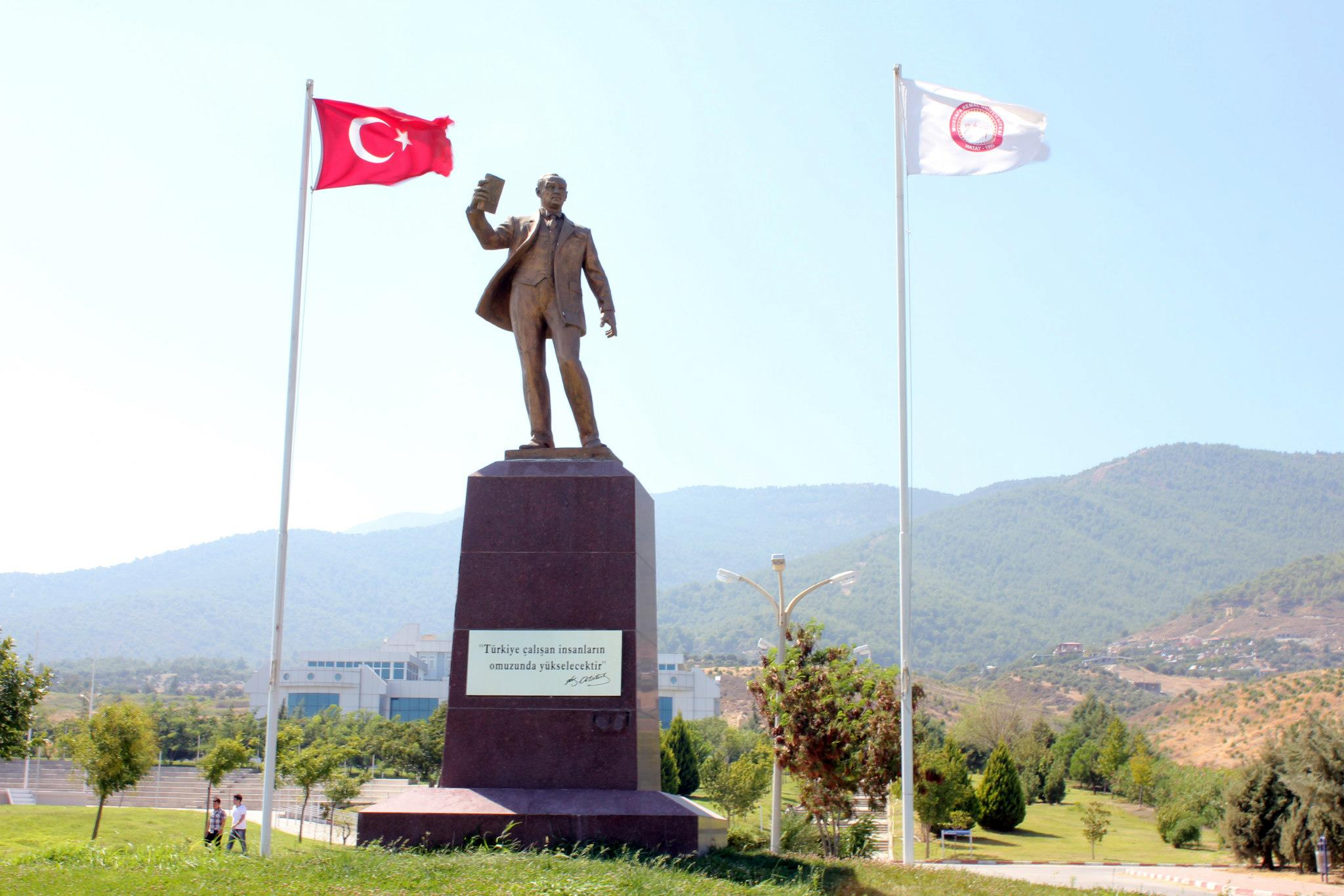
Памятник Ататюрку в Антакья